# LT vz.35
LT vz. 35 или LT-35 е чехословашки лек танк, използван от Германия по време на Втората световна война под означението Panzerkampfwagen 35(t) или накратко Panzer 35(t).

## Разработка
През октомври 1934 г. чехословашката армия обявява поръчка за нов среден танк с означение S-ll-a. През юни следващата година започват първите тестове, които показват много проблеми, свързани с бързата разработка. Въпреки това през октомври е направена поръчка за 160 машини. Първите пет са доставени в началото на 1936 г., но поради големия брой дефекти са върнати на Шкода за модификации.
По-късно са направени две нови поръчки. Една от чехословашката армия, с означение LT vz.35 за 138 броя, и една от румънската армия, с означение R-2 за 126 броя.
Постепенно проблемите са изчистени и танкът придобива добра репутация. След окупирането на Чехословакия германската армия приема останалите машини на въоръжение. Те получават означението Panzerkampfwagen 35(t). В допълнение са построени още 219 машини. Остават на въоръжение до 1942 г., когато започват да изпълняват ролята на влекачи за артилерийски оръдия и мортири или машини за поддръжка към танковите батальони.
Необичайното при този танк е, че превключването на предавките и управлението е улеснено с използването на сгъстен въздух, за да се намали умората на механик-водача. Това позволява извършване на дълги преходи с висока скорост. Системата показва проблеми при ниските зимни температури на Източния фронт.

## Техническо описание

### Корпус
Корпусът на танка е защитен с броня с дебелина, варираща от 12 mm до 35 mm. В предната лява част се намира картечар, а вдясно от него механик-водача. В купола са разположени командирът, изпълняващ ролята на стрелец, и пълнач, който е и радио оператор.

### Ходова част
Окачването от всяка страна се състои от осем опорни колела (по две на талига), водещо и паразитно колело. Водещото колело е разположено в задната част, а паразитното в предната. Освен тях има и две поддържащи ролки.

### Въоръжение
Основното въоръжение на танка се състои от 37,2 mm оръдие Шкода vz 34. Коаксиално на оръдието е разположена картечница – 7,92 mm „Збройовка Бърно“ ZB 35 или ZB 37, а още една е монтирана на корпуса. Боезапасът възлиза на 72 снаряда за оръдието и 1800 патрона за картечниците.

### Двигател и трансмисия
Двигателят е 4-цилиндров карбураторен двигател Шкода Т-11 с мощност 120 к.с. при 1800 об/мин. Двигателят и трансмисията са разположени в задната част на корпуса. Скоростната кутия разполага с една задна и шест предни предавки.

## Модификации
Т-11 – стандартно на танковете се монтира 37,2 mm оръдие A-3/L 40. В края на 1938 г. Афганистан поръчва 10 танка, на които е монтирано по-съвременно оръдие A-7/L 48. Окупацията на Чехословакия осуетява сделката и тези танкове са предадени през 1940 г. на България.
PzKpfw.35(t) – буквата t означава „tschechisch“ (чешки) – трофейните танкове са модифицирани от германците, които увеличават боекомплекта до 78 снаряда и 2250 патрона за картечниците, добавят подкалибрени снаряди, заменят чехословашката радиостанция с немска. 112 танка от тази модификация влизат в състава на 1 лека дивизия на Вермахта.
PzKpfw.35(t), командирски – преди кампанията срещу Франция 20 танка са оборудвани с допълнителна командирска радиостанция. На тези танкове е премахната картечницата в корпуса.
R-2  – румънска версия на танка, произвеждана по лиценз. Основната разлика е в опростената конструкция на бронелистовете на куполата.
TACAM R-2 – на основата на танка R-2 е създадено самоходно щурмово оръдие. На мястото на демонтираната купола се поставя 76 mm съветско оръдие ЗИС-3.

## Танкът в България
Първите постъпки пред германското военно командване за доставка на нови танкове за българската армия прави ген. Руси Русев в качеството си на главен инспектор на въоръженията в министерството на войната през 1939 г. Той настоява за доставянето на 30 – 40 леки танка, необходими за изграждане на прикриващ фронт срещу Турция. В периода февруари-април 1940 г. първите 26 танка Шкода LT vz.35 от резервите на Вермахта са доставени в България. До октомври същата година са доставени още 10 машини директно от заводите на Шкода. На тези 10 машини, известни и като Т-11, е монтирано по-съвременното 37,2 mm оръдие А-7/L 48 вместо стандартното А-3/L 40. В българската армия танковете Шкода LT vz.35 са заведени под името бойна кола „Шкода“. Те формират трета рота към Бронираната дружина бойни коли от това време. От 1 януари 1941 г. вследствие реорганизацията на дружината танковете са разпределени в първите 3 от общо 4 роти на дружината, която след 25 юли 1941 г. вече е Първа дружина към Бронирания полк. Макар и със слабо въоръжение танковете участват в първата фаза на т.нар. Отечествена война, където понасят загуби още в първите сражения – в боевете край Пирот – Бела паланка (15 – 17 септември). Танковете са използвани успешно в боевете при Кочани и Подуево. През 1945 г. са бракувани и претопени 13 танка, а след 1947 г. съгласно клаузите на мирния договор и останалите бройки са свалени от въоръжение. Заедно с танковете T-IV „Майбах“ в средата на 50-те години няколко танка са вкопани по границата с Турция като дълговременни огневи съоръжения от отбранителната линия „Крали Марко“. Запазен е само един екземпляр с лафет за оръдие A-3, които се намира във външната експозиция на Националния военноисторически музей.